# Адміністративний поділ Новгородської області
Адміністративно-територіальний устрій Новгородської області затверджено Статутом області та законом «Про адміністративно-територіальний устрій Новгородської області» від 11 листопада 2005 року (з останніми змінами від 28 вересня 2020 року). Адміністративним центром області слугує місто Великий Новгород. Код ЗКОАТО 49 603 402; ЗКТМУ 49 203 802.

## Адміністративно-територіальний устрій
У складі Новгородської області:
- 3 міста обласного значення (Боровичі, Великий Новгород, Стара Русса)
- 21 район, з яких:
  - 7 міст районного значення (Валдай, Мала Вішера, Окуловка, Пестово, Сольці, Холм, Чудово);
    - 11 селищ міського типу (і робітничих): Дем'янськ Дем'янського району, Крижі Крестецького району, Кулотіно і Угловка Окуловського району, Любитино і Неболчі Любитинського району, Панковка і Пролетарій Новгородського району, Парафіно Парфінського району, Хвойна Хвойнинського району, Шимськ Шимського району;

  - 112 поселень;
  - інші сільські населені пункти.

## Муніципальний устрій
Згідно державного устрою суб'єкта федерації, в межах адміністративно-територіальних одиниць Новгородської області було затверджено 142 муніципальні утворення, з яких на кінець 2020 року існувало 120. У березні 2020 року на муніципальні округи були перетворені Волотовський, Марьовський, Солецький і Хвойнинський муніципальні райони.
- 1 міський округ (Великий Новгород);
- 4 муніципальні округи і 17 муніципальних районів, що включають
  - 17 міських поселень (міста і селища міського типу),
  - 81 сільське поселення.

| Адміністративно-територіальний поділ Новгородської області | Адміністративно-територіальний поділ Новгородської області | Адміністративно-територіальний поділ Новгородської області | Адміністративно-територіальний поділ Новгородської області | Адміністративно-територіальний поділ Новгородської області | Адміністративно-територіальний поділ Новгородської області | Адміністративно-територіальний поділ Новгородської області | Адміністративно-територіальний поділ Новгородської області | Адміністративно-територіальний поділ Новгородської області | Адміністративно-територіальний поділ Новгородської області | Адміністративно-територіальний поділ Новгородської області | Адміністративно-територіальний поділ Новгородської області |
| №                                                          | Прапор                                                     | Герб                                                       | Назва                                                      | Площа (км²)                                                | Населення (осіб на 2020 рік)                               | Густота (осіб/км²)                                         | Адмінцентр                                                 | Населення                                                  | Міськ. муніцип.                                            | Сіл. муніц.                                                | www                                                        |
| ---------------------------------------------------------- | ---------------------------------------------------------- | ---------------------------------------------------------- | ---------------------------------------------------------- | ---------------------------------------------------------- | ---------------------------------------------------------- | ---------------------------------------------------------- | ---------------------------------------------------------- | ---------------------------------------------------------- | ---------------------------------------------------------- | ---------------------------------------------------------- | ---------------------------------------------------------- |
| 1                                                          |                                                            |                                                            | Райони (муніципальні райони)                               |                                                            |                                                            |                                                            |                                                            |                                                            |                                                            |                                                            |                                                            |
| 2                                                          |                                                            |                                                            | Батецький район                                            | 1591,79                                                    | 5 018▼                                                     | 3,2                                                        | селище Батецький                                           | 2 258▼                                                     | —                                                          | 4                                                          |                                                            |
| 3                                                          |                                                            |                                                            | Боровицький район                                          | 3137,90                                                    | 62 502▼                                                    | 19,9                                                       | місто Боровичі                                             | 48 858▼                                                    | —                                                          | 16                                                         |                                                            |
| 4                                                          |                                                            |                                                            | Валдайський район                                          | 2701,63                                                    | 22 854▼                                                    | 8,5                                                        | місто Валдай                                               | 13 800▼                                                    | 1                                                          | 9                                                          |                                                            |
| 5                                                          |                                                            |                                                            | Дем'янський район                                          | 3198,94                                                    | 9 964▼                                                     | 3,2                                                        | смт Дем'янськ                                              | 4 148▼                                                     | 1                                                          | 17                                                         |                                                            |
| 6                                                          |                                                            |                                                            | Крестецький район                                          | 2790,63                                                    | 11 180▼                                                    | 4,0                                                        | смт Крестці                                                | 7 249▼                                                     | 1                                                          | 7                                                          |                                                            |
| 7                                                          |                                                            |                                                            | Любитинський район                                         | 4486,24                                                    | 8 288▼                                                     | 1,8                                                        | смт Любитино                                               | 2 312▼                                                     | —                                                          | 2                                                          |                                                            |
| 8                                                          |                                                            |                                                            | Маловішерський район                                       | 3280,98                                                    | 14 172▼                                                    | 4,3                                                        | місто Мала Вішера                                          | 10 161▼                                                    | 2                                                          | 2                                                          |                                                            |
| 9                                                          |                                                            |                                                            | Мошенський район                                           | 2568,28                                                    | 5 970▼                                                     | 2,3                                                        | село Мошенське                                             | 2 065▼                                                     | —                                                          | 15                                                         |                                                            |
| 10                                                         |                                                            |                                                            | Новгородський район                                        | 4596,36                                                    | 63 225▲                                                    | 13,8                                                       | місто Великий Новгород                                     | 225 019▲                                                   | 4                                                          | 18                                                         |                                                            |
| 11                                                         |                                                            |                                                            | Окуловський район                                          | 2520,81                                                    | 20 225▼                                                    | 8,0                                                        | місто Окуловка                                             | 9 510▼                                                     | 3                                                          | 5                                                          |                                                            |
| 12                                                         |                                                            |                                                            | Парфінський район                                          | 1591,12                                                    | 12 220▼                                                    | 7,7                                                        | смт Парфіно                                                | 6 258▼                                                     | 1                                                          | 7                                                          |                                                            |
| 13                                                         |                                                            |                                                            | Пестовський район                                          | 2110,44                                                    | 19 865▼                                                    | 9,4                                                        | місто Пестово                                              | 14 842▼                                                    | 1                                                          | 7                                                          |                                                            |
| 14                                                         |                                                            |                                                            | Поддорський район                                          | 2954,02                                                    | 3 695▼                                                     | 1,3                                                        | село Поддор'є                                              | 1 860▼                                                     | —                                                          |                                                            |                                                            |
| 15                                                         |                                                            |                                                            | Старорусський район                                        | 3111,36                                                    | 41 493▼                                                    | 13,3                                                       | місто Стара Русса                                          | 27 377▼                                                    | —                                                          | 3                                                          |                                                            |
| 16                                                         |                                                            |                                                            | Холмський район                                            | 2178,69                                                    | 5 039▼                                                     | 2,3                                                        | місто Холм                                                 | 3 344▼                                                     | 1                                                          | 5                                                          |                                                            |
| 17                                                         |                                                            |                                                            | Чудовський район                                           | 2331,80                                                    | 19 566▼                                                    | 8,4                                                        | місто Чудово                                               | 13 764▼                                                    | 1                                                          | 3                                                          |                                                            |
| 18                                                         |                                                            |                                                            | Шимський район                                             | 1836,76                                                    | 10 965▼                                                    | 6,0                                                        | смт Шимськ                                                 | 3 484▼                                                     | 1                                                          | 7                                                          |                                                            |
| 19                                                         |                                                            |                                                            | Райони (муніципальні округи)                               |                                                            |                                                            |                                                            |                                                            |                                                            |                                                            |                                                            |                                                            |
| 20                                                         |                                                            |                                                            | Волотовський район                                         | 995,10                                                     | 4 512▼                                                     | 4,5                                                        | селище Волот                                               | 2 236▼                                                     | —                                                          | 6                                                          |                                                            |
| 21                                                         |                                                            |                                                            | Марьовський район                                          | 1818,70                                                    | 3 902▼                                                     | 2,1                                                        | село Марьово                                               | 2 297▼                                                     | —                                                          | 6                                                          |                                                            |
| 22                                                         |                                                            |                                                            | Солецький район                                            | 1422,91                                                    | 13 183▼                                                    | 9,3                                                        | місто Сольці                                               | 8 336▼                                                     | 1                                                          | 7                                                          |                                                            |
| 23                                                         |                                                            |                                                            | Хвойнинський район                                         | 3186,06                                                    | 13 734▼                                                    | 4,3                                                        | смт Хвойна                                                 | 5 559▼                                                     | 1                                                          | 11                                                         |                                                            |
| 24                                                         |                                                            |                                                            | Місто обласного значення (муніципальне місто)              |                                                            |                                                            |                                                            |                                                            |                                                            |                                                            |                                                            |                                                            |
| 25                                                         |                                                            |                                                            | Великий Новгород                                           | 90,08                                                      | 225 019▲                                                   | 2498                                                       | місто Великий Новгород                                     | 225 019▲                                                   | 1                                                          | —                                                          |                                                            |

## Історія
1944 року Новгородська область поділялась на 28 адміністративних районів: Батецкий, Белебьолковський, Боровицький, Валдайський, Волотовський, Дем'янський, Дрегельський, Залуцький, Крестецький, Личковський, Любитинський, Маловішерський, Молвотицький, Мошенський, Мстинський, Новгородський, Окуловський, Опеченський, Пестовський, Поддорський, Полавський, Солецький, Старорусський, Уторгошський, Хвойнинський, Холмський, Чудовський і Шимський. Того ж року Холмський район був переданий до складу Великолуцької області.
1958 року до складу Новгородської області з Псковської був переданий Холмський район.
1960 року був розформований Опеченський район, наступного року — Белебьолковський і Залуцький. 1963 року були розформовані Батецький, Волотовський, Дрегельський, Крестецький, Личковський, Любитинський, Маловішерський, Молвотицький, Мошенський, Мстинський, Поддорський, Полавський, Уторгошський, Хвойнинський, Чудовський, Шимський. Однак майже відразу почалось і поступове відновлення. Вже 1964 року був відновлений Любитинський район, через рік Волотовський, Крестецький, Маловішерський, Мошенський, Поддорський, Хвойнинський і Чудовський, 1966 року — Батецкий, Марьовський, 1968 — Парфінський, 1973 — Шимський.

### Колишні райони
- Белебьолковський район Ленінградської області. Адміністративний центр в селі Белебьолка. Утворений 1927 року, розформований 1931 року, утворений заново 1941 року, розформований 1961 року, територія прєднана до Поддорського району.
- Бронницький район. Адміністративний центр в селі Бронниця. Утворений 1927 року, перейменований на Мстинський район 1931 року через перейменування районного центру, розформований 1932 року. Утворений заново 1941 року з адміністративним центром в селищі Пролетарій, розформований 1963 року, територія розподілена між Новгородським і Крестецьким районами.
- Дрегельський район. Адміністративний центр в селі Дреглі. Утворений 1927 року як Жуковський район, перейменований 1931 року через перейменування районного центру, розформований 1962 року, територія приєднана до Любитинського району.
- Залуцький район. Адміністративний центр в селі Залуччя. Утворений 1927 року, розформований 1961 року, територія розподілена між Молвотицьким (тепер Марьовський) і Старорусським районами.
- Кончанський район Ленінградської області. Адміністративний центр в селі Кончанське. Утворений 1927 року, розформований 1932 року, територія розподілена між Боровицьким, Хвойнинським і Мошенським районами.
- Лучковський район. Адміністративний центр в селі Лучково. Утворений 1927 року як Луженський район, перейменований на Лучковський 1928 року, розформований 1963 року, територія розподілена між Дем'янським і Валдайським районами.
- Медведський район Ленінградської області. Адміністративний центр в селі Медведь. Утворений 1927 року, розформований 1931 року, приєднаний до Новгородського району.
- Опеченський район. Адміністративний центр в селі Опеченський Посад. Утворений 1927 року, розформований 1931 року, утворений заново 1939 року, розформований 1960 року, територія розподілена між Боровицьким і Мошенським районами.
- Ореховський район Ленінградської області. Адміністративний центр в селі Клімково. Утворений 1927 року, розформований 1931 року, приєднаний до Мошенського району.
- Подгощинський район Ленінградської області. Адміністративний центр в селі Подгощі. Утворений 1927 року, розформований 1931 року, приєднаний до Старорусського району.
- Поласький район. Адміністративний центр на залізничній станції Пола. Утворений 1927 року, розформований 1932 року, утворений заново 1939 року як Поласький район, розформований 1962 року, територія розподілена між Дем'янським і Парфинським районами
- Полновський район Ленінградської області. Адміністративний центр в селі Полново. Утворений 1927 року, перейменований на Полново-Селігерський 1930 року, розформований 1932 року, приєднаний до Дем'янського району.
- Торбинський район Ленінградської області. Адміністративний центр в селі Торбіно. Утворений 1927 року, розформований 1931 року, територія розподілена між Бологовським, Боровицьким і Окуловським районами.
- Угловський район Ленінградської області. Адміністративний центр на залізничній станції Угловка. Утворений 1927 року, розформований 1931 року, приєднаний до Окуловського району.
- Уторгоський район. Адміністративний центр в селищі Уторгош. Утворений 1927 року, розформований 1931 року, утворений заново 1935, розформований 1962 року, територія розподілена між Солецьким і Шимським районами.
- Чорненський район Ленінградської області. Адміністративний центр в селі Чорне. Утворений 1927 року, розформований 1931 року, приєднаний до Батецького району.

## Адміністративні райони

### Батецький район
Адміністративний район на північному заході області; ЗКОАТО — 49 203, ЗКТМУ — 49 603. Адміністративний центр району — селище Батецький (2,3 тис. мешканців). На півночі межує з Лузьким районом Ленінградської області; на сході — Новгородським, на півдні — Шимським районами Новгородської області. Площа району — 1591,79 км²; населення 2020 року — 5018▼ осіб; густота населення — 3,2 особи/км². У складі муніципального району 3 сільські поселення, які об'єднують 145 населених пунктів, що перебувають на обліку (разом із залишеними). Голова муніципального району (станом на 2021 рік) — Іванов Володимир Миколайович.
| Муніципальне утворення         | Адмінцентр       | Кількість населених пунктів | Населення (осіб, 2017 рік) | Площа (км²) | Карта                       |
| ------------------------------ | ---------------- | --------------------------- | -------------------------- | ----------- | --------------------------- |
| Батецьке сільське поселення    | селище Батецький | 53                          | 2869▼                      | 552,72      | Батецький Мойка Нове Овсіно |
| Мойкинське сільське поселення  | село Мойка       | 40                          | 1505▲                      | 558,00      | Батецький Мойка Нове Овсіно |
| Передольске сільське поселення | село Нове Овсіно | 52                          | 1054▼                      | 481,07      | Батецький Мойка Нове Овсіно |

Законом Новгородської області № 498-ОЗ від 31 березня 2009 року, який набрав чинності 17 квітня 2009 року, Батецьке і Городенське сільські поселення були об'єднані в єдине Батецьке сільське поселення з адміністративним центром у селищі Батецький.
Законом Новгородської області № 714-ОЗ від 30 березня 2010 року, який набрав чинності 12 квітня 2010 року, Вольногорське і Мойкинське сільські поселення були об'єднані в єдине Мойкинське сільське поселення з адміністративним центром в селі Мойка.
До змісту

### Боровицький район
Адміністративний район на сході області; ЗКОАТО — 49 206, ЗКТМУ — 49 606. Адміністративний центр району — Боровичі (48,9 тис. мешканців). На півночі межує з Любитинським і Хвойнинським, на заході — Окуловським, на сході — Мошенським районами Новгородської області; на півдні — Бологовським і Удомельським районами Тверської області. Площа району — 3137,90 км²; населення 2020 року — 62 502▼ ососби; густота населення — 19,9 особи/км². У складі муніципального району 1 міське і 10 сільських поселеннь, які об'єднують 324 населених пункти, що перебувають на обліку (разом із залишеними). Голова муніципального району (станом на 2021 рік) — Швагірєв Ігор Юрійович.
| Муніципальне утворення                    | Адмінцентр                  | Кількість населених пунктів | Населення (осіб, 2017 рік) | Площа (км²) | Карта |
| ----------------------------------------- | --------------------------- | --------------------------- | -------------------------- | ----------- | --- |
| місто Боровичі                            | Боровичі                    | 1                           | 48 858▼                    | 45,41       | Боровичі Волок Йогла Желєзково Кончанське-Суворовське Опеченський Посад Перьодки Прогресс Коєгоща Сушилово Травково |
| Волокське сільське поселення              | село Волок                  | 44                          | 1097▲                      | 389,58      | Боровичі Волок Йогла Желєзково Кончанське-Суворовське Опеченський Посад Перьодки Прогресс Коєгоща Сушилово Травково |
| Йогольське сільське поселення             | село Йогла                  | 13                          | 1220▲                      | 105,20      | Боровичі Волок Йогла Желєзково Кончанське-Суворовське Опеченський Посад Перьодки Прогресс Коєгоща Сушилово Травково |
| Желєзковське сільське поселення           | село Желєзково              | 45                          | 2144▼                      | 302,06      | Боровичі Волок Йогла Желєзково Кончанське-Суворовське Опеченський Посад Перьодки Прогресс Коєгоща Сушилово Травково |
| Кончансько-Суворовське сільське поселення | село Кончанське-Суворовське | 38                          | 626▼                       | 497,20      | Боровичі Волок Йогла Желєзково Кончанське-Суворовське Опеченський Посад Перьодки Прогресс Коєгоща Сушилово Травково |
| Опеченське сільське поселення             | село Опеченський Посад      | 45                          | 1642▼                      | 701,70      | Боровичі Волок Йогла Желєзково Кончанське-Суворовське Опеченський Посад Перьодки Прогресс Коєгоща Сушилово Травково |
| Перьодське сільське поселення             | село Перьодки               | 34                          | 1791▼                      | 447,70      | Боровичі Волок Йогла Желєзково Кончанське-Суворовське Опеченський Посад Перьодки Прогресс Коєгоща Сушилово Травково |
| Прогресське сільське поселення            | селище Прогресс             | 29                          | 2465▲                      | 183,00      | Боровичі Волок Йогла Желєзково Кончанське-Суворовське Опеченський Посад Перьодки Прогресс Коєгоща Сушилово Травково |
| Сушанське сільське поселення              | село Коєгоща                | 20                          | 2050▲                      | 134,00      | Боровичі Волок Йогла Желєзково Кончанське-Суворовське Опеченський Посад Перьодки Прогресс Коєгоща Сушилово Травково |
| Сушиловське сільське поселення            | село Сушилово               | 22                          | 465▼                       | 100,40      | Боровичі Волок Йогла Желєзково Кончанське-Суворовське Опеченський Посад Перьодки Прогресс Коєгоща Сушилово Травково |
| Травковське сільське поселення            | селище Травково             | 33                          | 751▼                       | 230,20      | Боровичі Волок Йогла Желєзково Кончанське-Суворовське Опеченський Посад Перьодки Прогресс Коєгоща Сушилово Травково |

Законом Новгородської області № 715-ОЗ від 30 березня 2010 року, який набрав чинності 12 квітня 2010 року, були об'єднані:
- Волокське і Кіровське сільські поселення в єдине Волокське сільське поселення з адміністративним центром в селі Волок;
- Желєзковське, Плавковське і Реченське сільські поселення в єдине Желєзковське сільське поселення з адміністративним центром в селі Желєзково;
- Кончансько-Суворовське й Удинське сільські поселення в єдине Кончансько-Суворовське сільське поселення з адміністративним центром в селі Кончанське-Суворовське;
- Опеченське і Перелуцьке сільські поселення в єдине Опеченське сільське поселення з адміністративним центром в селі Опеченський Посад;
- Перьодське і Починно-Сопкинське сільські поселення в єдине Перьодське сільське поселення з адміністративним центром в селі Перьодкі.

### Валдайський район
Адміністративний район на південному сході області; ЗКОАТО — 49 208, ЗКТМУ — 49 608. Адміністративний центр району — місто Валдай (13,8 тис. мешканців). На півночі межує з Крестецьким і Окуловським, на південному сході — Дем'янським районами Новгородської області, на сході — Бологовським районом Тверської. Площа району — 2701,63 км²; населення 2020 року — 22 854▼ осіб; густота населення — 8,5 особи/км². У складі муніципального району 1 міське і 8 сільських поселеннь, які об'єднують 184 населених пункти, що перебувають на обліку (разом із залишеними). Голова муніципального району (станом на 2021 рік) — Стаде Юрій Володимирович.
| Муніципальне утворення            | Адмінцентр       | Кількість населених пунктів | Населення (осіб, 2017 рік) | Площа (км²) | Карта                                                                        |
| --------------------------------- | ---------------- | --------------------------- | -------------------------- | ----------- | ---------------------------------------------------------------------------- |
| Валдайське міське поселення       | місто Валдай     | 2                           | 14 772▼                    | 28,41       | Валдай Єдрово Івантєєво Короцко Костково Любниця Рощино Семеновщина Яжелбиці |
| Єдровське сільське поселення      | село Єдрово      | 26                          | 1605▼                      | 536,51      | Валдай Єдрово Івантєєво Короцко Костково Любниця Рощино Семеновщина Яжелбиці |
| Івантєєвське сільське поселення   | село Івантєєво   | 19                          | 1006▼                      | 363,37      | Валдай Єдрово Івантєєво Короцко Костково Любниця Рощино Семеновщина Яжелбиці |
| Короцьке сільське поселення       | селище Короцко   | 9                           | 443▼                       | 161,95      | Валдай Єдрово Івантєєво Короцко Костково Любниця Рощино Семеновщина Яжелбиці |
| Костковське сільське поселення    | село Костково    | 22                          | 429▼                       | 258,10      | Валдай Єдрово Івантєєво Короцко Костково Любниця Рощино Семеновщина Яжелбиці |
| Любницьке сільське поселення      | село Любниця     | 24                          | 687▲                       | 247,00      | Валдай Єдрово Івантєєво Короцко Костково Любниця Рощино Семеновщина Яжелбиці |
| Рощинське сільське поселення      | селище Рощино    | 18                          | 936▼                       | 337,06      | Валдай Єдрово Івантєєво Короцко Костково Любниця Рощино Семеновщина Яжелбиці |
| Семеновщинське сільське поселення | село Семеновщина | 29                          | 548▼                       | 341,23      | Валдай Єдрово Івантєєво Короцко Костково Любниця Рощино Семеновщина Яжелбиці |
| Яжелбицьке сільське поселення     | село Яжелбиці    | 35                          | 2953▼                      | 408,00      | Валдай Єдрово Івантєєво Короцко Костково Любниця Рощино Семеновщина Яжелбиці |

Законом Новгородської області № 716-ОЗ від 30 березня 2010 року, який набрав чинності 12 квітня 2010 року, були об'єднані Рощинське і Шуйське сільські поселення в єдине Рощинське сільське поселення з адміністративним центром у селищі Рощино.

### Волотовський район
Адміністративний район на заході області; ЗКОАТО — 49 210, ЗКТМУ — 49 610. Адміністративний центр району — селище Волот (2,2 тис. мешканців). На сході район межує зі Старорусським, на півночі — Шимським, на північному заході — Солецьким, на півдні — Поддорським районами Новгородської області; на заході — Дновським і на південному заході — Дєдовицьким районами Псковської області. Площа району — 995,10 км²; населення 2020 року — 4512▼ осіб; густота населення — 4,5 особи/км². У складі муніципального округу 3 сільських поселення, які об'єднують 110 населених пунктів, що перебувають на обліку (разом із залишеними). Голова муніципального округу (станом на 2021 рік) — Лижов Олександр Іванович.
| Муніципальне утворення          | Адмінцентр     | Кількість населених пунктів | Населення (осіб, 2017 рік) | Площа (км²) | Карта           |
| ------------------------------- | -------------- | --------------------------- | -------------------------- | ----------- | --------------- |
| Волотовське сільське поселення  | селище Волот   | 24                          | 2501▼                      | 142,45      | Волот Славітино |
| Ратицьке сільське поселення     | село Волот     | 45                          | 1707▼                      | 380,92      | Волот Славітино |
| Славітинське сільське поселення | село Славітино | 41                          | 698▼                       | 471,73      | Волот Славітино |

Законом Новгородської області № 717-ОЗ від 30 березня 2010 року, який набрав чинності 12 квітня 2010 року, були об'єднані сільське поселення Волот і Взглядське сільське поселення в єдине Волотовське сільське поселення з адміністративним центром у селищі Волот; Волотовське, Ратицьке і Городецьке сільські поселення в єдине Горське сільське поселення з адміністративним центром у селі Волот. Обласним законом від 3 березня 2016 року Горське сільське поселення було перейменовано на Ратицьке.
Законом Новгородської області № 531-ОЗ від 27 березня 2020 року Волотовський район був перетворений на муніципальний округ, всі сільські поселення розформовані.

### Дем'янський район
Адміністративний район на півдні області; ЗКОАТО — 49 212, ЗКТМУ — 49 612. Адміністративний центр району — смт Дем'янськ (4,1 тис. мешканців). Межує на півночі з Крестецьким, на північному сході — Валдайським, на півдні — Марьовським, на заході — Парфінським і Старорусським районами Новгородської області; на сході — з Фіровським, південному сході — ЗАТО Сонячний Тверської області. Площа району — 3198,94 км²; населення 2020 року — 9964▼ осіб; густота населення — 3,2 особи/км². У складі муніципального району 1 міське і 7 сільських поселеннь, які об'єднують 231 населений пункт, що перебувають на обліку (разом із залишеними). Голова муніципального району (станом на 2021 рік) — Сапогов Андрій Миколайович.
| Муніципальне утворення           | Адмінцентр     | Кількість населених пунктів | Населення (осіб, 2017 рік) | Площа (км²) | Карта                                                         |
| -------------------------------- | -------------- | --------------------------- | -------------------------- | ----------- | ------------------------------------------------------------- |
| Дем'янське міське поселення      | смт Дем'янськ  | 1                           | 4211▼                      | 14,94       | Дем'янськ Жирково Шишково Кневиці Личково Пєски Полново Ямник |
| Жирковське сільське поселення    | село Жирково   | 56                          | 740▼                       | 809,17      | Дем'янськ Жирково Шишково Кневиці Личково Пєски Полново Ямник |
| Ільїногорське сільське поселення | село Шишково   | 35                          | 529▼                       | 350,23      | Дем'янськ Жирково Шишково Кневиці Личково Пєски Полново Ямник |
| Кневицьке сільське поселення     | селище Кневиці | 7                           | 1137▼                      | 405,00      | Дем'янськ Жирково Шишково Кневиці Личково Пєски Полново Ямник |
| Личковське сільське поселення    | село Личково   | 9                           | 1348▼                      | 364,28      | Дем'янськ Жирково Шишково Кневиці Личково Пєски Полново Ямник |
| Пєсоцьке сільське поселення      | село Пєски     | 47                          | 848▼                       | 528,88      | Дем'янськ Жирково Шишково Кневиці Личково Пєски Полново Ямник |
| Полновське сільське поселення    | село Полново   | 45                          | 662▼                       | 398,81      | Дем'янськ Жирково Шишково Кневиці Личково Пєски Полново Ямник |
| Ямницьке сільське поселення      | село Ямник     | 31                          | 1043▼                      | 327,63      | Дем'янськ Жирково Шишково Кневиці Личково Пєски Полново Ямник |

Законом Новгородської області № 718-ОЗ від 30 березня 2010 року, який набрав чинності 12 квітня 2010 року, були об'єднані:
- Жирковське, Великозаходське і Тарасівське сільські поселення були об'єднані в єдине Жирковське сільське поселення з адміністративним центром у селі Жирково;
- Ільїногорське, Вотолінське і Шишковське сільські поселення в єдине Ільїногорське поселення з адміністративним центром у селі Ільїна Гора (3 листопада 2017 року переміщений до села Шишково);
- Пєсоцьке, Великолуцьке, Нікольське і Філіппогорське сільські поселення в єдине Пєсоцьке сільське поселення з адміністративним центром в селі Піски;
- Полновське, Дубровське і Новоскребельске сільські поселення в єдине Полновське сільське поселення з адміністративним центром в селі Полнова;
- Ямницьке і Чорноручайське сільські поселення в єдине Ямницьке сільське поселення з адміністративним центром в селі Ямник.

### Крестецький район
Адміністративний район в центрі області; ЗКОАТО — 49 214, ЗКТМУ — 49 614. Адміністративний центр району — смт Крестці (7,2 тис. мешканців). На заході район межує з Новгородським, на півночі — Маловішерським, на сході — Окуловським, на південному сході — Валдайським, на півдні — Дем'янським, на південному заході — Парфінським районами Новгородської області. Площа району — 2790,63 км²; населення 2020 року — 11 180▼ осіб; густота населення — 4,0 особи/км². У складі муніципального району 1 міське і 4 сільські поселення, які об'єднують 137 населених пунктів, що перебувають на обліку (разом із залишеними). Голова муніципального району (станом на 2021 рік) — Яковлев Сергій Анатолійович.
| Муніципальне утворення           | Адмінцентр               | Кількість населених пунктів | Населення (осіб, 2017 рік) | Площа (км²) | Карта                                        |
| -------------------------------- | ------------------------ | --------------------------- | -------------------------- | ----------- | -------------------------------------------- |
| Крестецьке міське поселення      | робітниче селище Крестці | 10                          | 8377▼                      | 641,84      | Крестці Зайцево Нове Рахіно Ручаї Усть-Волма |
| Зайцевське сільське поселення    | село Зайцево             | 27                          | 620▼                       | 613,94      | Крестці Зайцево Нове Рахіно Ручаї Усть-Волма |
| Новорахінське сільське поселення | село Нове Рахіно         | 49                          | 1222▼                      | 530,22      | Крестці Зайцево Нове Рахіно Ручаї Усть-Волма |
| Ручаївське сільське поселення    | село Ручаї               | 20                          | 614▼                       | 279,06      | Крестці Зайцево Нове Рахіно Ручаї Усть-Волма |
| Устьволмське сільське поселення  | село Усть-Волма          | 31                          | 683▼                       | 725,57      | Крестці Зайцево Нове Рахіно Ручаї Усть-Волма |

Законом Новгородської області № 719-ОЗ від 30 березня 2010 року, який набрав чинності 12 квітня 2010 року, Локотське, Новорахінське і Сомьонське сільські поселення були об'єднані в єдине Новорахінське сільське поселення з адміністративним центром у селі Нове Рахіно; Вінське і Устьволмське сільські поселення були об'єднані в єдине Устьволмське сільське поселення з адміністративним центров в селі Усть-Волма.

### Любитинський район
Адміністративний район на півночі області; ЗКОАТО — 49 216, ЗКТМУ — 49 616. Адміністративний центр району — смт Любитино (2,3 тис. мешканців). На сході район межує з Хвойнинським, на півдні — Боровицьким і Окуловським, на заході — Маловішерським районами Новгородської області; на північному заході — Кіриським, на півночі — Тихвинським, на північному сході — Бокситогорським районами Ленінградської області. Площа району — 4486,24 км²; населення 2020 року — 8288▼ осіб; густота населення — особи/км². У складі муніципального району 2 сільські поселення, які об'єднують 272 населених пункти, що перебувають на обліку (разом із залишеними). Голова муніципального району (станом на 2021 рік) — Устінов Андрій Олександрович.
| Муніципальне утворення         | Адмінцентр                | Кількість населених пунктів | Населення (осіб, 2017 рік) | Площа (км²) | Карта            |
| ------------------------------ | ------------------------- | --------------------------- | -------------------------- | ----------- | ---------------- |
| Любитинське сільське поселення | робітниче селище Любитино | 164                         | 5218▼                      | 1600,95     | Любитино Неболчі |
| Неболицьке сільське поселення  | робітниче селище Неболчі  | 108                         | 3070▼                      | 2885,29     | Любитино Неболчі |

### Маловішерський район
Адміністративний район на півночі області; ЗКОАТО — 49 220, ЗКТМУ — 49 620. Адміністративний центр району — місто Мала Вішера (10,2 тис. мешканців). Район на заході межує з Новгородським, на північному заході — Чудовським, на півдні — Крестецьким, на південному сході — Любитинським, на сході — Окуловським районами Новгородської області; на півночі — Кіриським районом Ленінградської області. Площа району — 3280,98 км²; населення 2020 року — 14 172▼ осіб; густота населення — 4,3 особи/км². У складі муніципального району 2 міських і 2 сільських поселення, які об'єднують 132 населених пункти, що перебувають на обліку (разом із залишеними). Голова муніципального району (станом на 2021 рік) — Маслов Микола Олександрович.
| Муніципальне утворення           | Адмінцентр           | Кількість населених пунктів | Населення (осіб, 2017 рік) | Площа (км²) | Карта                                   |
| -------------------------------- | -------------------- | --------------------------- | -------------------------- | ----------- | --------------------------------------- |
| Великовішерське міське поселення | селище Велика Вішера | 7                           | 1513▼                      | 844,35      | Мала Вішера Велика Вішера Бурга Вереб'є |
| Маловішерське міське поселення   | місто Мала Вішера    | 8                           | 10 414▼                    | 545,67      | Мала Вішера Велика Вішера Бурга Вереб'є |
| Бургинське сільське поселення    | село Бурга           | 62                          | 1698▼                      | 1207,32     | Мала Вішера Велика Вішера Бурга Вереб'є |
| Вереб'єнське сільське поселення  | село Вереб'є         | 55                          | 820▼                       | 683,64      | Мала Вішера Велика Вішера Бурга Вереб'є |

### Марьовський район
Адміністративний район на півдні області; ЗКОАТО — 49 223, ЗКТМУ — 49 623. Адміністративний центр району — село Марьово (2,3 тис. мешканців). На півночі і північному сході район межує з Дем'янським, на північному заході — Старорусським, на заході — Поддорським, на південному заході — Холмським районами Новгородської області; на півдні — Андреапольським, на південному сході — Пеновським та Осташковським районами районами Тверської області. Площа району — 1818,70 км²; населення 2020 року — 3 902▼ осіб; густота населення — 2,1 особи/км². У складі муніципального округу 4 сільські поселення, які об'єднують 139 населених пунктів, що перебувають на обліку (разом із залишеними). Голова муніципального округу (станом на 2021 рік) — Горкін Сергій Іванович.
| Муніципальне утворення         | Адмінцентр     | Кількість населених пунктів | Населення (осіб, 2017 рік) | Площа (км²) | Карта                             |
| ------------------------------ | -------------- | --------------------------- | -------------------------- | ----------- | --------------------------------- |
| Велілське сільське поселення   | село Веліли    | 30                          | 343▼                       | 483,30      | Марьово Веліли Мойсеєво Молвотиці |
| Марьовське сільське поселення  | село Марьово   | 25                          | 2507▼                      | 185,50      | Марьово Веліли Мойсеєво Молвотиці |
| Мойсеєвське сільське поселення | село Мойсеєво  | 31                          | 390▼                       | 540,40      | Марьово Веліли Мойсеєво Молвотиці |
| Молвотицьке сільське поселення | село Молвотиці | 53                          | 802▼                       | 609,50      | Марьово Веліли Мойсеєво Молвотиці |

Законом Новгородської області № 699-ОЗ від 3 березня 2010 року, який набрав чинності 12 квітня 2010 року, Марьовське і Липївське сільські поселення були об'єднані в єдине Марьовське сільське поселення з адміністративним центром у селі Марьово; Молвотицьке і Горське сільські поселення в єдине Молвотицьке сільське поселення з адміністративним центром у селі Молвотиці.
Законом Новгородської області № 530-ОЗ від 27 березня 2020 року Молвотицький муніципальний район було перетворено на муніципальний округ, всі сільські поселення розформовані.

### Мошенський район
Адміністративний район на сході області; ЗКОАТО — 49 224, ЗКТМУ — 49 624. Адміністративний центр району — село Мошенське (2,1 тис. мешканців). На півночі район межує з Хвойнинським, на сході — Пестовським, на заході — Бобровицьким районами Новгородської області; на півдні — Лєсним, на південному сході — Удомельським районами Тверською областю. Площа району — 2568,28 км²; населення 2020 року — 5 970▼ осіб; густота населення — 2,3 особи/км². У складі муніципального району 5 сільських поселеннь, які об'єднують 205 населених пунктів, що перебувають на обліку (разом із залишеними). Голова муніципального району (станом на 2021 рік) — Павлова Тетяна Володимирівна.
| Муніципальне утворення         | Адмінцентр          | Кількість населених пунктів | Населення (осіб, 2017 рік) | Площа (км²) | Карта                                            |
| ------------------------------ | ------------------- | --------------------------- | -------------------------- | ----------- | ------------------------------------------------ |
| Долговське сільське поселення  | село Довге          | 32                          | 555▼                       | 405,31      | Довге Новий Посьолок Слоптово Мошенське Ореховно |
| Калінінське сільське поселення | село Новий Посьолок | 46                          | 1135▼                      | 797,64      | Довге Новий Посьолок Слоптово Мошенське Ореховно |
| Кіровське сільське поселення   | село Слоптово       | 77                          | 1543▼                      | 873,97      | Довге Новий Посьолок Слоптово Мошенське Ореховно |
| Мошенське сільське поселення   | село Мошенське      | 1                           | 2065▼                      | 4,80        | Довге Новий Посьолок Слоптово Мошенське Ореховно |
| Ореховське сільське поселення  | село Ореховно       | 49                          | 995▼                       | 559,30      | Довге Новий Посьолок Слоптово Мошенське Ореховно |

Законом Новгородської області № 720-ОЗ від року, який набрав чинності 12 квітня 2010 року, були об'єднані:
- Долговське, Бродське і Красногорське сільські поселення в єдине Долговське сільське поселення з адміністративним центром у селі Довге;
- Калінінське і Кабожське сільські поселення в єдине Калінінське сільське поселення з адміністративним центром у селі Новий Посьолок;
- Кіровське, Осташевське, Баришовське, Меглецьке і Устрецьке сільські поселення в єдине Кіровське сільське поселення з адміністративним центром у селі Слоптово;
- Ореховське, Городищенське, Дубишкінське і Чувашевогорське сільські поселення в єдине Ореховське сільське поселення з адміністративним центром у селі Ореховно.

### Новгородський район
Адміністративний район на північному заході області; ЗКОАТО — 49 225, ЗКТМУ — 49 625. Адміністративний центр району — місто Великий Новгород (225 тис. мешканців). На заході район межує з Батецьким, на сході — Маловішерським і Крестецьким, на північному сході — Чудовським районом, на півдні — Старорусським, на південному сході — Парфінським районами, на південному заході — Шимським районами Новгородської області; на півночі — Лузьким і Тосненським районами Ленінградської області. Площа району — 4596,36 км²; населення 2020 року — 63 225▲ осіб; густота населення — 13,8 особи/км². У складі муніципального району 2 міських і 8 сільських поселеннь, які об'єднують 201 населений пункт, що перебуває на обліку (разом із залишеними). Голова муніципального району (станом на 2021 рік) — Шахов Олег Ігоревич.
| Муніципальне утворення                | Адмінцентр                  | Кількість населених пунктів | Населення (осіб, 2017 рік) | Площа (км²) | Карта                                                                                               |
| ------------------------------------- | --------------------------- | --------------------------- | -------------------------- | ----------- | --------------------------------------------------------------------------------------------------- |
| Панковське міське поселення           | робітниче селище Панковка   | 1                           | 9589▲                      | 21,83       | Панковка Пролетарій Тьосово-Нетильський Борки Бронниця Єрмоліно Лєсна Старе Ракомо Савіно Трубічино |
| Пролетарське міське поселення         | робітниче селище Пролетарій | 16                          | 5489▼                      | 319,46      | Панковка Пролетарій Тьосово-Нетильський Борки Бронниця Єрмоліно Лєсна Старе Ракомо Савіно Трубічино |
| Борковське сільське поселення         | село Борки                  | 34                          | 2822▲                      | 426,90      | Панковка Пролетарій Тьосово-Нетильський Борки Бронниця Єрмоліно Лєсна Старе Ракомо Савіно Трубічино |
| Бронницьке сільське поселення         | село Бронниця               | 19                          | 4355▲                      | 709,10      | Панковка Пролетарій Тьосово-Нетильський Борки Бронниця Єрмоліно Лєсна Старе Ракомо Савіно Трубічино |
| Єрмолінське сільське поселення        | село Єрмоліно               | 19                          | 12 794▲                    | 460,00      | Панковка Пролетарій Тьосово-Нетильський Борки Бронниця Єрмоліно Лєсна Старе Ракомо Савіно Трубічино |
| Лєсновське сільське поселення         | село Лєсна                  | 1                           | 1913▲                      | 89,50       | Панковка Пролетарій Тьосово-Нетильський Борки Бронниця Єрмоліно Лєсна Старе Ракомо Савіно Трубічино |
| Ракомське сільське поселення          | село Старе Ракомо           | 25                          | 1803▲                      | 249,50      | Панковка Пролетарій Тьосово-Нетильський Борки Бронниця Єрмоліно Лєсна Старе Ракомо Савіно Трубічино |
| Савінське сільське поселення          | село Савіно                 | 50                          | 9645▲                      | 1000,09     | Панковка Пролетарій Тьосово-Нетильський Борки Бронниця Єрмоліно Лєсна Старе Ракомо Савіно Трубічино |
| Тьосово-Нетильське сільське поселення | селище Тьосово-Нетильський  | 21                          | 4380▼                      | 984,72      | Панковка Пролетарій Тьосово-Нетильський Борки Бронниця Єрмоліно Лєсна Старе Ракомо Савіно Трубічино |
| Трубічинське сільське поселення       | село Трубічино              | 15                          | 10 440▲                    | 375,46      | Панковка Пролетарій Тьосово-Нетильський Борки Бронниця Єрмоліно Лєсна Старе Ракомо Савіно Трубічино |

Законом Новгородської області № 721-ОЗ від 30 березня 2010 року, який набрав чинності 12 квітня 2010 року, були об'єднані:
- Гостецьке і Пролетарське сільські поселення в єдине Пролетарське сільське поселення з адміністративним центром у робітничому селищі Пролетарій;
- Тьосово-Нетильське міське і Солегорське сільське поселення в єдине Тьосово-Нетильське міське поселення з адміністративним центром у селищі Тьосово-Нетильський;
- Божонське і Новоселицьке сільські поселення в єдине Новоселицьке сільське поселення з адміністративним центром у селі Новоселиці;
- Єрмолинське і Новомельницьке сільські поселення в єдине Єрмолинське сільське поселення з адміністративним центром у селі Єрмоліно.

Законом Новгородської області № 533-ОЗ від 1 квітня 2014 року були об'єднані:
- Єрмолінське, Григоровське і Сирковське сільські поселення в єдине Єрмолінське сільське поселення з адміністративним центром у селі Єрмоліно;
- Новоселицьке, Савинське і Волотовське сільські поселення в єдине Савінське сільське поселення з адміністративним центром у селі Савіно;
- Подберезовське, Трубичинське і Чечулинське сільські поселення в єдине Трубичинське сільське поселення з адміністративним центром у селі Трубичино;
- Тьосово-Нетильське і Тьосовське міські поселення в єдине Тьосово-Нетильське міське поселення з адміністративним центром у селищі Тьосово-Нетильське.

### Окуловський район
Адміністративний район на сході області; ЗКОАТО — 49 228, ЗКТМУ — 49 628. Адміністративний центр району — місто Окуловка (9,5 тис. мешканців). На півночі район межує з Любитинським, на сході — Боровицьким, на півдні — Валдайським, на заході — Крестецьким, на північному заході — Маловішерським районами Новгородської області; на південному сході — ЗАТО Озерний Тверської області. Площа району — 2520,81 км²; населення 2020 року — 20 225▼ осіб; густота населення — 8,0 особи/км². У складі муніципального району 3 міських і 4 сільських поселеннь, які об'єднують 202 населених пункти, що перебувають на обліку (разом із залишеними). Голова муніципального району (станом на 2021 рік) — Шитов Олексій Леонідович.
| Муніципальне утворення            | Адмінцентр                | Кількість населених пунктів | Населення (осіб, 2017 рік) | Площа (км²) | Карта                                                         |
| --------------------------------- | ------------------------- | --------------------------- | -------------------------- | ----------- | ------------------------------------------------------------- |
| Кулотинське міське поселення      | робітниче селище Кулотино | 18                          | 2681▼                      | 187,00      | Кулотино Окуловка Угловка Березовик Боровенка Котово Мельниця |
| Окуловське міське поселення       | місто Окуловка            | 3                           | 10 115▼                    | 27,44       | Кулотино Окуловка Угловка Березовик Боровенка Котово Мельниця |
| Угловське міське поселення        | робітниче селище Угловка  | 41                          | 2726▼                      | 385,22      | Кулотино Окуловка Угловка Березовик Боровенка Котово Мельниця |
| Березовицьке сільське поселення   | село Березовик            | 30                          | 636▲                       | 390,00      | Кулотино Окуловка Угловка Березовик Боровенка Котово Мельниця |
| Боровенковське сільське поселення | селище Боровенка          | 76                          | 2224▼                      | 1010,00     | Кулотино Окуловка Угловка Березовик Боровенка Котово Мельниця |
| Котовське сільське поселення      | селище Котово             | 11                          | 1838▼                      | 184,00      | Кулотино Окуловка Угловка Березовик Боровенка Котово Мельниця |
| Турбинне сільське поселення       | село Мельниця             | 23                          | 466▼                       | 337,15      | Кулотино Окуловка Угловка Березовик Боровенка Котово Мельниця |

Законом Новгородської області № 722-ОЗ від 30 березня 2010 року, який набрав чинності 12 квітня 2010 року, Угловське міське і Озерське сільське поселення були об'єднані в єдине Угловське міське поселення з адміністративним центром у робітничому селищі Угловка.

### Парфінський район
Адміністративний район в центральній частині області; ЗКОАТО — 49 230, ЗКТМУ — 49 630. Адміністративний центр району — смт Парфіно (6,3 тис. мешканців). На заході район межує з Старорусським, на півночі — Крестецьким і Новгородським, на сході — Дем'янським районами Новгородської області. Площа району — 1591,12 км²; населення 2020 року — 12 220▼ осіб; густота населення — 7,7 особи/км². У складі муніципального району 1 міське і 2 сільських поселення, які об'єднують 115 населених пунктів, що перебувають на обліку (разом із залишеними). Голова муніципального району (станом на 2021 рік) — Леонтьєва Олена Миколаївна.
| Муніципальне утворення          | Адмінцентр               | Кількість населених пунктів | Населення (осіб, 2017 рік) | Площа (км²) | Карта                  |
| ------------------------------- | ------------------------ | --------------------------- | -------------------------- | ----------- | ---------------------- |
| Парфінське міське поселення     | робітниче селище Парфіно | 2                           | 6450▼                      | 7,28        | Парфіно Пола Федорково |
| Полавське сільське поселення    | селище Пола              | 49                          | 2966▼                      | 710,4       | Парфіно Пола Федорково |
| Федорковське сільське поселення | село Федорково           | 64                          | 3166▼                      | 873,44      | Парфіно Пола Федорково |

Законом Новгородської області № 723-ОЗ від 30 березня 2010 року, який набрав чинності 12 квітня 2010 року, були об'єднані Лажинське, Сергієвське, Федорковське і Юр'євське сільські поселення в єдине Федорковське сільське поселення з адміністративним центром у селі Федорково; Кузьминське, Новодеревенське і Полавське сільські поселення в єдине Полавське сільське поселення з адміністративним центром у селищі Пола.

### Пестовський район
Адміністративний район на крайньому сході області; ЗКОАТО — 49 232, ЗКТМУ — 49 632. Адміністративний центр району — місто Пестово (14,8 тис. мешканців). На північному заході район межує з Хвойнинським, на заході — Мошенським районами Новгородської області; на півдні — Сандовським і Лісним районами Тверської області; на півночі — Чагодощенським, на північному сході — Устюженським районами Вологодської області. Площа району — 2110,44 км²; населення 2020 року — 19 865▼ осіб; густота населення — 9,4 особи/км². У складі муніципального району 1 міське і 7 сільських поселеннь, які об'єднують 205 населених пунктів, що перебувають на обліку (разом із залишеними). Голова муніципального району (станом на 2021 рік) — Іванов Дмитро Володимирович.
| Муніципальне утворення          | Адмінцентр           | Кількість населених пунктів | Населення (осіб, 2017 рік) | Площа (км²) | Карта                                                                 |
| ------------------------------- | -------------------- | --------------------------- | -------------------------- | ----------- | --------------------------------------------------------------------- |
| Пестовське міське поселення     | місто Пестово        | 1                           | 14 985▼                    | 15,09       | Пестово Богослово Биково Вятка Лаптєво Охона Русське Пестово Устюцьке |
| Богословське сільське поселення | село Богослово       | 54                          | 1058▼                      | 385,27      | Пестово Богослово Биково Вятка Лаптєво Охона Русське Пестово Устюцьке |
| Биковське сільське поселення    | село Биково          | 38                          | 788▼                       | 288,63      | Пестово Богослово Биково Вятка Лаптєво Охона Русське Пестово Устюцьке |
| Вятське сільське поселення      | село Вятка           | 12                          | 496▼                       | 99,86       | Пестово Богослово Биково Вятка Лаптєво Охона Русське Пестово Устюцьке |
| Лаптєвське сільське поселення   | село Лаптєво         | 19                          | 380▼                       | 262,95      | Пестово Богослово Биково Вятка Лаптєво Охона Русське Пестово Устюцьке |
| Охонське сільське поселення     | село Охона           | 20                          | 725▬                       | 198,91      | Пестово Богослово Биково Вятка Лаптєво Охона Русське Пестово Устюцьке |
| Пестовське сільське поселення   | село Русське Пестово | 31                          | 1120▼                      | 577,32      | Пестово Богослово Биково Вятка Лаптєво Охона Русське Пестово Устюцьке |
| Устюцьке сільське поселення     | село Устюцьке        | 30                          | 655▼                       | 282,41      | Пестово Богослово Биково Вятка Лаптєво Охона Русське Пестово Устюцьке |

### Поддорський район
Адміністративний район на південному заході області; ЗКОАТО — 49 234, ЗКТМУ — 49 634. Адміністративний центр району — село Поддор'є (1,9 тис. мешканців). На півночі район межує з Волотовським, на північному сході — Старорусським, на південному сході — Марьовським, на півдні Холмським районами Новгородської області; на північному заході — Дєдовицьким, на південному заході — Бєжаницьким районами Псковської області. Площа району — 2954,02 км²; населення 2020 року — 3 695▼ осіб; густота населення — 1,3 особи/км². У складі муніципального району 3 сільських поселення, які об'єднують 155 населених пунктів, що перебувають на обліку (разом із залишеними). Голова муніципального району (станом на 2021 рік) — Паніна Олена Вікторівна.
| Муніципальне утворення             | Адмінцентр      | Кількість населених пунктів | Населення (осіб, 2017 рік) | Площа (км²) | Карта                       |
| ---------------------------------- | --------------- | --------------------------- | -------------------------- | ----------- | --------------------------- |
| Белебьолковське сільське поселення | село Белебьолка | 69                          | 857▼                       | 1131,00     | Поддор'є Белебьолка Селєєво |
| Поддорське сільське поселення      | село Поддор'є   | 49                          | 2687▼                      | 1124,50     | Поддор'є Белебьолка Селєєво |
| Селєєвське сільське поселення      | село Селєєво    | 37                          | 496▼                       | 698,52      | Поддор'є Белебьолка Селєєво |

### Солецький район
Адміністративний район на заході області; ЗКОАТО — 49 238, ЗКТМУ — 49 638. Адміністративний центр району — місто Сольці (8,3 тис. мешканців). На півночі район межує з Шимським, на сході — Волотовським районами Новгородської області; на заході — Порховським; на південному заході — Дновським районами Псковської області. Площа району — 1422,91 км²; населення 2020 року — 13 183▼ осіб; густота населення — 9,3 особи/км². У складі муніципального округу 1 міське і 3 сільських поселення, які об'єднують 183 населені пункти, що перебувають на обліку (разом із залишеними). Голова муніципального округу (станом на 2021 рік) — Котов Олександр Якович.
| Муніципальне утворення        | Адмінцентр   | Кількість населених пунктів | Населення (осіб, 2017 рік) | Площа (км²) | Карта                       |
| ----------------------------- | ------------ | --------------------------- | -------------------------- | ----------- | --------------------------- |
| Солецьке міське поселення     | місто Сольці | 3                           | 8597▼                      | 39,84       | Сольці Вибіті Горки Дуброво |
| Вибітське сільське поселення  | село Вибіті  | 56                          | 1913▼                      | 230,15      | Сольці Вибіті Горки Дуброво |
| Горське сільське поселення    | село Горки   | 41                          | 1212▼                      | 281,40      | Сольці Вибіті Горки Дуброво |
| Дубровське сільське поселення | село Дуброво | 73                          | 1774▼                      | 653,00      | Сольці Вибіті Горки Дуброво |

Законом Новгородської області № 724-ОЗ від 30 березня 2010 року, який набрав чинності 12 квітня 2010 року, були об'єднані:
- Вибітське і Невське сільські поселення в єдине Вибітське сільське поселення з адміністративним центров в селі Вибіті;
- Горське і Куклинське сільські поселення в єдине Горське сільське поселення з адміністративним центров в селі Горки;
- Вшельське, Сосновське і Дубровське сільські поселення в єдине Дубровське сільське поселення з адміністративним центров в селі Дуброво.

Законом Новгородської області № 532-ОЗ від 27 березня 2020 року муніципальний район перетворено на муніципальний округ, всі сільські і міські поселення розформовано.

### Старорусський район
Адміністративний район в центральній частині області; ЗКОАТО — 49 239, ЗКТМУ — 49 639. Адміністративний центр району — місто Стара Русса (27,3 тис. мешканців). На півночі водами озера Ільмень межує з Новгородським, на сході — Парфінським, південному сході — Дем'янським, півдні — Марьовським, південному заході — Поддорським, на заході — Волотовським і Шимським районами Новгородської області. Площа району — 3111,36 км²; населення 2020 року — 41 493▼ осіб; густота населення — 13,3 особи/км². У складі муніципального району 1 міське і 7 сільських поселеннь, які об'єднують 290 населених пунктів, що перебувають на обліку (разом із залишеними). Голова муніципального району (станом на 2021 рік) — Розбаум Олександр Рихардович.
| Муніципальне утворення            | Адмінцентр           | Кількість населених пунктів | Населення (осіб, 2017 рік) | Площа (км²) | Карта                                                                           |
| --------------------------------- | -------------------- | --------------------------- | -------------------------- | ----------- | ------------------------------------------------------------------------------- |
| місто Стара Русса                 | місто Стара Русса    | 3                           | 28 401▼                    | 34,87       | Стара Русса Велике Село Взвад Залуччя Іванівське Медніково Нагово Новосельський |
| Великосельське сільське поселення | село Велике Село     | 78                          | 2572▼                      | 502,78      | Стара Русса Велике Село Взвад Залуччя Іванівське Медніково Нагово Новосельський |
| Взвадське сільське поселення      | село Взвад           | 6                           | 618▼                       | 163,34      | Стара Русса Велике Село Взвад Залуччя Іванівське Медніково Нагово Новосельський |
| Залуцьке сільське поселення       | село Залуччя         | 44                          | 1590▼                      | 1068,98     | Стара Русса Велике Село Взвад Залуччя Іванівське Медніково Нагово Новосельський |
| Іванівське сільське поселення     | село Іванівське      | 35                          | 977▼                       | 181,64      | Стара Русса Велике Село Взвад Залуччя Іванівське Медніково Нагово Новосельський |
| Медніківське сільське поселення   | село Медніково       | 18                          | 2006▼                      | 290,24      | Стара Русса Велике Село Взвад Залуччя Іванівське Медніково Нагово Новосельський |
| Нагівське сільське поселення      | село Нагово          | 66                          | 3719▼                      | 507,23      | Стара Русса Велике Село Взвад Залуччя Іванівське Медніково Нагово Новосельський |
| Новосельське сільське поселення   | селище Новосельський | 40                          | ▼1906▼                     | 362,28      | Стара Русса Велике Село Взвад Залуччя Іванівське Медніково Нагово Новосельський |

Законом Новгородської області № 725-ОЗ від 30 березня 2010 року, який набрав чинності 12 квітня 2010 року, були об'єднані:
- Астриловське, Великоборське, Великосельське, Сусоловське і Тулебельське сільські поселення в єдине Залуцьке сільське поселення з адміністративним центром в селі Велике Село;
- Залуцьке, Коровитчинське і Пінаєвогорське сільські поселення в єдине Залуцьке сільське поселення з адміністративним центром в селі Залуччя;
- Святогоршське і Утушкинське сільські поселення в єдине Іванівське сільське поселення з адміністративним центром в селі Іванівське;
- Давидовське і Медніківське сільські поселення в єдине Медніківське сільське поселення з адміністративним центром в селі Медніково;
- Великовороновське, Борисовське, Берузьке, Луньшинське і Наговське сільські поселення в єдине Наговське сільське поселення з адміністративним центром в селі Нагово;
- Новосельське і Пробужденське сільські поселення в єдине Новосельське сільське поселення з адміністративним центром в селищі Новосельський.

### Хвойнинський район
Адміністративний район на північному сході області; ЗКОАТО — 49 245, ЗКТМУ — 49 645. Адміністративний центр району — смт Хвойна (5,6 тис. мешканців). На заході межує з Любитинським, на півдні — Боровицьким і Мошенським, на сході — Пестовським районами Новгородської області; на північному сході — Чагодощенським районом Вологодської області; на північному заході — Бокситогорським районом Ленінградської області. Площа району — 3186,06 км²; населення 2020 року — 13 734▼ осіб; густота населення — 4,3 особи/км². У складі муніципального округу 1 міське і 10 сільських поселеннь, які об'єднують 151 населений пункт, що перебуває на обліку (разом із залишеними). Голова муніципального округу (станом на 2021 рік) — Новоселова Світлана Анатоліївна.
| Муніципальне утворення           | Адмінцентр                | Кількість населених пунктів | Населення (осіб, 2017 рік) | Площа (км²) | Карта                                                                              |
| -------------------------------- | ------------------------- | --------------------------- | -------------------------- | ----------- | ---------------------------------------------------------------------------------- |
| Хвойнинське міське поселення     | робітниче селище Хвойна   | 1                           | 5637▼                      | 13,86       | Хвойна Анциферово Боровське Звягіно Кабожа Миголощі Минці Остахново Песь Ювілейний |
| Анциферовське сільське поселення | село Анциферово           | 20                          | 1077▼                      | 272,00      | Хвойна Анциферово Боровське Звягіно Кабожа Миголощі Минці Остахново Песь Ювілейний |
| Боровське сільське поселення     | село Боровське            | 19                          | 330▲                       | 271,00      | Хвойна Анциферово Боровське Звягіно Кабожа Миголощі Минці Остахново Песь Ювілейний |
| Дворищинське сільське поселення  | село Дворищі              | 17                          | 486▲                       | 314,00      | Хвойна Анциферово Боровське Звягіно Кабожа Миголощі Минці Остахново Песь Ювілейний |
| Звягінське сільське поселення    | село Звягіно              | 14                          | 343▼                       | 161,00      | Хвойна Анциферово Боровське Звягіно Кабожа Миголощі Минці Остахново Песь Ювілейний |
| Кабозьке сільське поселення      | залізнична станція Кабожа | 23                          | 1760▼                      | 321,20      | Хвойна Анциферово Боровське Звягіно Кабожа Миголощі Минці Остахново Песь Ювілейний |
| Миголоське сільське поселення    | село Миголощі             | 23                          | 432▲                       | 299,00      | Хвойна Анциферово Боровське Звягіно Кабожа Миголощі Минці Остахново Песь Ювілейний |
| Минцівське сільське поселення    | село Минці                | 6                           | 507▼                       | 373,00      | Хвойна Анциферово Боровське Звягіно Кабожа Миголощі Минці Остахново Песь Ювілейний |
| Остахновське сільське поселення  | село Остахново            | 17                          | 370▲                       | 946,00      | Хвойна Анциферово Боровське Звягіно Кабожа Миголощі Минці Остахново Песь Ювілейний |
| Пеське сільське поселення        | село Песь                 | 10                          | 1762▼                      | 213,00      | Хвойна Анциферово Боровське Звягіно Кабожа Миголощі Минці Остахново Песь Ювілейний |
| Ювілейнинське сільське поселення | селище Ювілейний          | 1                           | 1520▼                      | 2,00        | Хвойна Анциферово Боровське Звягіно Кабожа Миголощі Минці Остахново Песь Ювілейний |

Законом Новгородської області № 726-ОЗ від 30 березня 2010 року, який набрав чинності 12 квітня 2010 року, Анциферовське і Бродське сільські поселення були об'єднані в єдине Анциферовське сільське поселення з адміністративним центром у селі Анциферово.
Законом Новгородської області № 529-ОЗ від 27 березня 2020 року район був преобразований в муніципальний округ, всі сільські та міські поселення скасовано.

### Холмський район
Адміністративний район на крайньому південному заході області; ЗКОАТО — 49 247, ЗКТМУ — 49 647. Адміністративний центр району — місто Холм (3,3 тис. мешканців). На півночі район межує з Поддорським, на сході — Марьовським районами Новгородської області; на півдні — Торопецьким і Андреапольским районами Тверської області; на південному заході — Локнянським і Бєжаницьким районами Псковської області. Площа району — 2178,69 км²; населення 2020 року — 5039▼ осіб; густота населення — 2,3 особи/км². У складі муніципального району 1 міське і 3 сільських поселення, які об'єднують 136 населених пунктів, що перебувають на обліку (разом із залишеними). Голова муніципального району (станом на 2021 рік) — Саляєв Віталій Ілліч.
| Муніципальне утворення           | Адмінцентр       | Кількість населених пунктів | Населення (осіб, 2017 рік) | Площа (км²) | Карта                           |
| -------------------------------- | ---------------- | --------------------------- | -------------------------- | ----------- | ------------------------------- |
| Холмське міське поселення        | місто Холм       | 1                           | 3359▼                      | 8,59        | Холм Красний Бор Морхово Тогодь |
| Красноборське сільське поселення | село Красний Бор | 32                          | 800▼                       | 915,33      | Холм Красний Бор Морхово Тогодь |
| Морховське сільське поселення    | село Морхово     | 54                          | 548▼                       | 642,61      | Холм Красний Бор Морхово Тогодь |
| Тогодське сільське поселення     | село Тогодь      | 49                          | 591▼                       | 610,26      | Холм Красний Бор Морхово Тогодь |

Законом Новгородської області № 727-ОЗ від 30 березня 2010 року, який набрав чинності 12 квітня 2010 року, були об'єднані Красноборське і Наволоцьке сільські поселення в єдине Красноборське сільське поселення з адміністративним центром у селі Красний Бор; Находське і Тогодське сільські поселення в єдине Тогодоське сільське поселення з адміністративним центром у селі Тогодь.

### Чудовський район
Адміністративний район на крайній півночі області; ЗКОАТО — 49 250, ЗКТМУ — 49 650. Адміністративний центр району — місто Чудово (13,8 тис. мешканців). Район на півдні межує з Новгородським, на південному сході — Маловішерським районами Новгородської області; на півночі — Кіриським, на заході — Тосненським районами Ленінградської області. Площа району — 2331,80 км²; населення 2020 року — 19 566▼ осіб; густота населення — 8,4 особи/км². У складі муніципального району 1 міське і 3 сільських поселення, які об'єднують 84 населені пункти, що перебувають на обліку (разом із залишеними). Голова муніципального району (станом на 2021 рік) — Хатунцев Микола Васильович.
| Муніципальне утворення          | Адмінцентр             | Кількість населених пунктів | Населення (осіб, 2017 рік) | Площа (км²) | Карта                                      |
| ------------------------------- | ---------------------- | --------------------------- | -------------------------- | ----------- | ------------------------------------------ |
| місто Чудово                    | місто Чудово           | 1                           | 13 764▼                    | 14,74       | Чудово Краснофарфорний Трегубово Успенське |
| Грузинське сільське поселення   | селище Краснофарфорний | 35                          | 2730▼                      | 1017,55     | Чудово Краснофарфорний Трегубово Успенське |
| Трегубовське сільське поселення | село Трегубово         | 20                          | 1337▼                      | 696,41      | Чудово Краснофарфорний Трегубово Успенське |
| Успенське сільське поселення    | село Успенське         | 28                          | 2104▼                      | 603,10      | Чудово Краснофарфорний Трегубово Успенське |

### Шимський район
Адміністративний район на заході області; ЗКОАТО — 49 255, ЗКТМУ — 49 655. Адміністративний центр району — смт Шимськ (3,5 тис. мешканців). На півдні район межує з Солецьким і Волотовським, на півночі — Батецьким і Новгородським районами Новгородської області; на заході — Плюсським і Струго-Красненським районами Псковської області; на північному заході — Лузьким районом Ленінградської області. Площа району — 1836,76 км²; населення 2020 року — 10 965▼ осіб; густота населення — 6,0 особи/км². У складі муніципального району 1 міське і 3 сільських поселення, які об'єднують 127 населених пунктів, що перебувають на обліку (разом із залишеними). Голова муніципального району (станом на 2021 рік) — Шишкін Олексій Юрійович.
| Муніципальне утворення          | Адмінцентр                 | Кількість населених пунктів | Населення (осіб, 2017 рік) | Площа (км²) | Карта                          |
| ------------------------------- | -------------------------- | --------------------------- | -------------------------- | ----------- | ------------------------------ |
| Шимське міське поселення        | робітниче селище Шимськ    | 24                          | 5212▼                      | 318,90      | Шимськ Медведь Подгощі Уторгош |
| Медведське сільське поселення   | село Медведь               | 25                          | 2192▼                      | 579,66      | Шимськ Медведь Подгощі Уторгош |
| Подгощинське сільське поселення | село Подгощі               | 39                          | 1971▼                      | 340,00      | Шимськ Медведь Подгощі Уторгош |
| Уторгоське сільське поселення   | залізнична станція Уторгош | 39                          | 1801▼                      | 598,20      | Шимськ Медведь Подгощі Уторгош |

Законом Новгородської області № 728-ОЗ від 30 березня 2010 року, який набрав чинності 12 квітня 2010 року, були об'єднані:
- Шимське міське, Борське і Коростинське сільські поселення в єдине Шимське міське поселення з адміністративним центром в селищі Шимськ;
- Городищенське і Уторгоське сільські поселення в єдине Уторгоське сільське поселення з адміністративним центром на залізничній станції Уторгош;
- Краснодворське і Подгощинське сільські поселення в єдине Подгощинське сільське поселення з адміністративним центром в селі Подгощі.

### Атласи, карти
- Атлас світу / голов. ред. І. С. Руденко ; зав. ред. В. В. Радченко ; відп. ред. О. В. Вакуленко. — К. : ДНВП «Картографія», 2005. — 336 с. — ISBN 9666315467.
- (рос.) Атлас Новгородской области / ред. коллегия: Шведчиков Б. Н., Селиверстов Ю. П., Дуров А. Г. и др.; ст. ред. Тимофеева Н.И. — М. : Главное управление геодезии и картографии при Совете Министров СССР, 1982.
- (рос.) Новгородская область: Атлас / Министерство экономического развития Российской Федерации. Федеральное агентство геодезии и картографии (Роскартография). — Великий Новгород : Новгородское аэрогеодезическое предприятие, 2008. — 144 с. — (Регионы России). — 200 екз.
- (рос.) Описание Российской империи в историческом, географическом и статистическом отношениях. — СПб., 1844. — Т. 1. Новгородская губерния.
- (рос.) Природа и население Ленинградской области. Справочная книга по краеведению. — М.-Л., 1928.
- (рос.) Серова В. Н., Барышева А. А., Жекулин В. С. География Новгородской области. — Л. : Лениздат, 1988. — 94 с.